# Gianni Togni (album)
Gianni Togni è il quinto album del cantautore italiano Gianni Togni, pubblicato dall'etichetta discografica Paradiso CGD nel 1983.

## Tracce
Testi di Guido Morra, musiche arrangiamenti e produzione di Gianni Togni
1. Per noi innamorati - 3:36
2. Alberi - 3:48
3. Che devo fare per volare - 4:02
4. Capodanno - 2:59
5. Pensierini della sera - 3:11
6. Caro amore del futuro - 4:03
7. Anna dei miracoli - 3:03
8. Non si sa mai dove stare - 3:30
9. Bar di provincia - 3:41
10. Le piccole cose - 3:35

## Formazione
- Gianni Togni – voce, pianoforte, cembalo
- Fio Zanotti – tastiera, pianoforte
- Paolo Gianolio – chitarra acustica, chitarra elettrica, plettro
- Bruno Bergonzi – batteria elettronica, programmazione
- Davide Romani – basso
- Flaviano Cuffari – batteria
- Cecilia Chailly – arpa
- Gustavo Bregoli, Pier Luigi Mucciolo – tromba
- Johnny Capriuolo – trombone
- Claudio Pascoli – sassofono contralto
- Hugo Heredia – sassofono tenore
- Giancarlo Porro – clarino
- Romano Pucci – flauto
- Giuseppe Ferrari – corno